# Canonici regolari premostratensi

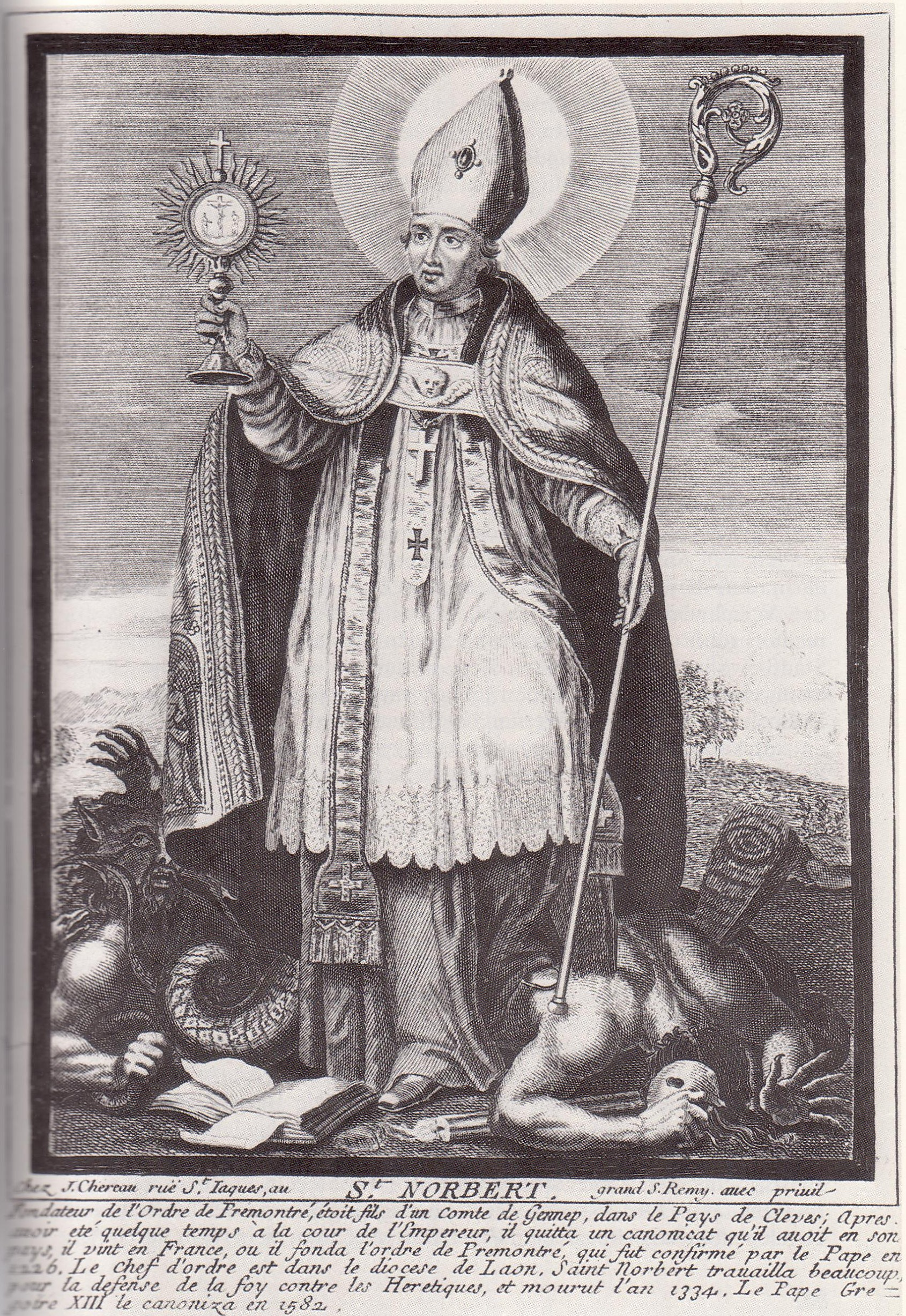
San Norberto, fondatore dell'ordine

Lo stemma dell'ordine: d'azzurro disseminato di gigli d'oro caricato di due pastorali dello stesso posti in decusse

I canonici regolari premostratensi (in latino Candidus et Canonicus Ordo Praemonstratensis) sono un ordine canonicale di diritto pontificio: i religiosi, detti anche norbertini, pospongono al loro nome la sigla O. Praem.

## Storia
L'ordine venne fondato da san Norberto di Xanten all'inizio del XII secolo. Di nobile famiglia renana, entrò giovanissimo nello stato ecclesiastico e venne nominato canonico della collegiata di Xanten; venne educato nel palazzo arcivescovile di Colonia e visse per alcuni anni alla corte dell'imperatore Enrico V di Franconia.
Mentre camminava tra Xanten e Vreden venne quasi colpito da un fulmine: decise di abbandonare ogni mondanità e di entrare nel monastero di San Benedetto a Siegburg. Nel 1115 venne ordinato sacerdote e decise di dedicarsi interamente alla predicazione itinerante e attorno a lui si raccolse un nutrito numero di seguaci. Papa Gelasio II, che Norberto volle incontrare a Saint-Gilles, approvò il suo stile di vita e papa Callisto II lo raccomandò al vescovo di Laon, che lo invitò a fondare un monastero nella sua diocesi.
Il 25 dicembre 1121 Norberto e i suoi seguaci si insediarono a Prémontré (in latino Premonstratum, donde il nome dell'ordine), presso Laon, dove presero i voti e iniziarono a condurre vita comune secondo la regola di sant'Agostino nell'abbazia di Prémontré, che divenne l'abbazia madre del nuovo ordine. A quest'abbazia si aggiunse presto quella di Cappenberg, trasformazione dell'omonimo castello, donato all'ordine insieme a tutte le sue proprietà, da uno dei seguaci di Norberto, Goffredo di Cappenberg. L'ordine premostratense venne approvato da papa Onorio II con la bolla Apostolicae disciplinae del 19 maggio 1126. A Norberto, eletto vescovo di Magdeburgo, succedette come abate di Prémontré Ugo di Fosses, il quale riorganizzò l'ordine secondo il modello cistercense: ogni monastero sarebbe stato retto da un abate e annualmente a Prémontré sarebbe stato celebrato un capitolo generale.
L'ordine si diffuse rapidamente in Francia (la prima filiale venne aperta a Floreffe, presso Namur), nei territori dell'Impero, nell'Europa orientale (soprattutto in Ungheria), in Sicilia e in Palestina, dove i canonici giunsero all'epoca delle crociate. I primi anni della storia dell'ordine coincisero con il periodo di maggior splendore, caratterizzato da una stretta osservanza della regola e da un'intensa vita intellettuale, ma tra il XIII e il XIV secolo iniziò la decadenza dei premostratensi.

Verso la fine del XIX secolo iniziò il processo di unificazione dei monasteri premostratensi e nel 1937 si stabilì che l'ordine sarebbe stato soggetto a un abate generale residente a Roma.
La canonizzazione di san Norberto avvenne forse attorno al 1170 o sotto il pontificato di papa Innocenzo III: il suo culto venne esteso alla Chiesa universale da papa Urbano VIII il 7 settembre 1621.

## Attività e diffusione

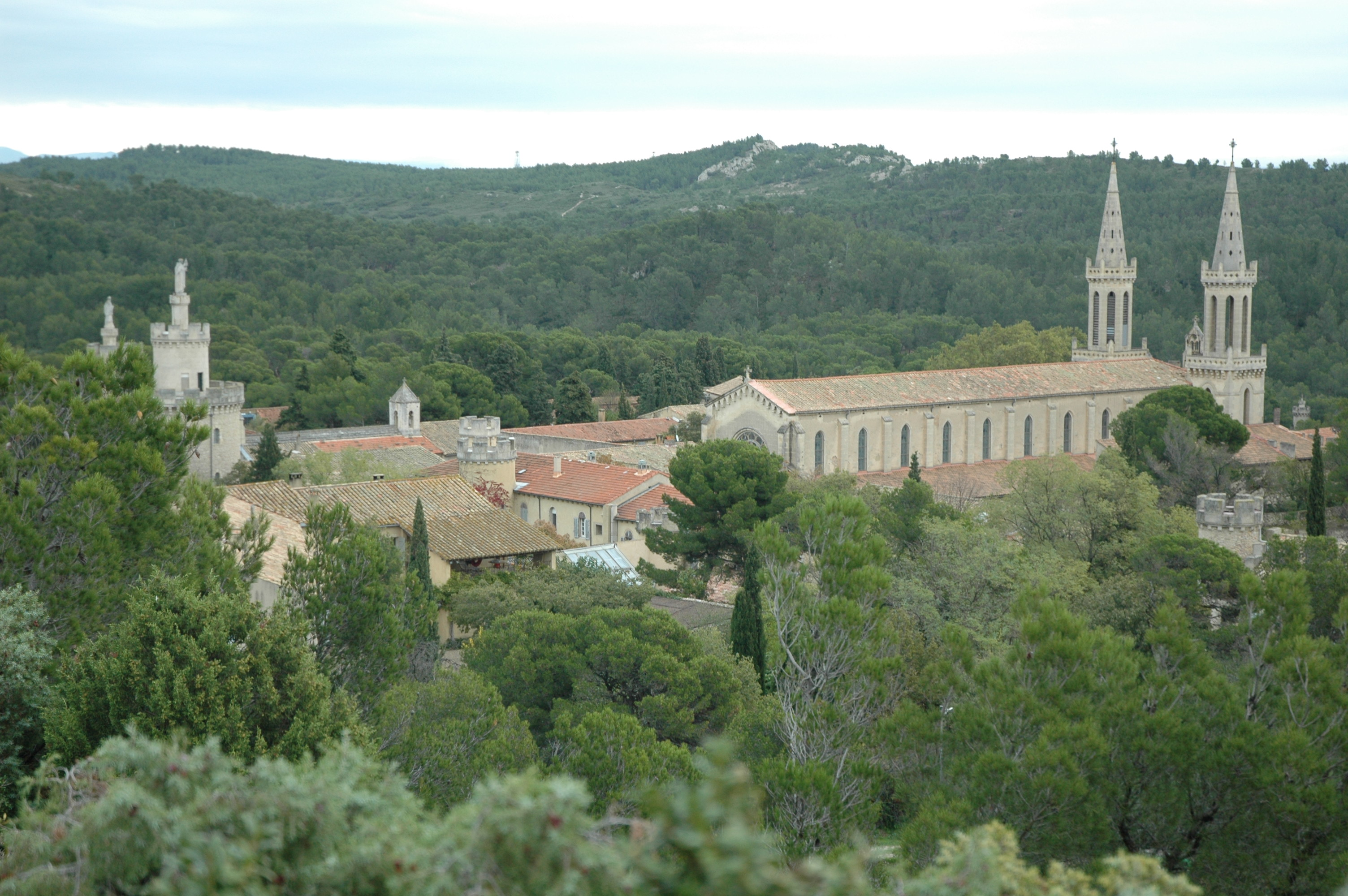
L'Abbazia di Saint-Michel de Frigolet a Tarascona (Francia), oggi gestita dall'Ordine premonstratense

I canonici regolari premostratensi sono sacerdoti che alla vita contemplativa uniscono l'esercizio del sacro ministero (culto liturgico, ministero parrocchiale, ma anche educazione della gioventù e apostolato missionario).
Indossano un abito completamente bianco, di lana, costituito da veste talare, scapolare, cintura, cappa e cappuccio: localmente l'abito dei canonici può presentare delle particolarità (in Ungheria, per esempio, i bottoni della talare sono blu invece che bianchi).
Le abbazie e i priorati premostratensi sono presenti in Australia, Austria, Belgio, Brasile, Canada, Cile, Danimarca, Francia, Germania, India, Irlanda, Italia, Paesi Bassi, Perù, Polonia, Regno Unito, Repubblica Ceca, Repubblica Democratica del Congo, Romania, Slovacchia, Spagna, Stati Uniti d'America, Sudafrica, Ungheria.
L'abate generale dell'ordine, che porta anche il titolo di abate di Prémontré, risiede a Roma.
Al 31 dicembre 2005 l'ordine contava 86 case e 1.282 religiosi, 944 dei quali sacerdoti.